# كارلوس بينيا غونزاليس
كارلوس بينيا غونزاليس (بالإسبانية: Carlos Peña González)‏ هو لاعب كرة قدم ومهندس معماري وفيلسوف تشيلي، ولد في 8 يونيو 1959.